# Seznam představitelů Hradce Králové
Seznam představitelů Hradce Králové přináší přehled primasů, purkmistrů, starostů a primátorů Hradce Králové.
Toto je seznam nejvyšších představitelů města Hradce Králové od roku 1525. Název úřadu se postupně vyvíjel. Do roku 1788 nesl označení primas či primátor. V letech 1788–1919 město reprezentovali purkmistři. V období první a druhé republiky a za protektorátu stál v čele města starosta. Následně mezi roky 1945–1990 se jednalo o předsedu městského národního výboru a po obnově demokratického zřízení, došlo k návratu úřadu starosty. Od podzimu 1990 se z Hradce stalo statutární město a nejvyšší představitel se tak nazývá primátor. Je volen na 4 roky nadpoloviční většinou členů Zastupitelstva města Hradec Králové.

## Seznam představitelů
| Doložená léta výkonu úřadu                   | Osoba                                   | Poznámky |
| Primasové (primátoři)                        | Primasové (primátoři)                   | Primasové (primátoři) |
| -------------------------------------------- | --------------------------------------- | --- |
| 1525–⁠1526                                    | Václav Sekyrka                          | |
| 1526–⁠1527                                    | Jan Kotoul                              | |
| 1528–⁠1529                                    | Václav Havíř                            | |
| 1529                                         | Jan Roučík                              | |
| 1529–⁠1530                                    | Jan Laurin                              | |
| 1531–1532                                    | Vít Kožešník                            | primasem také v letech 1540–⁠1541, 1544–⁠1546                                                                                     |
| 1536–1537                                    | Jakub Kadrman z Kelče                   | primasem také v roce 1547 |
| 1537–1539                                    | Jan Straka, malíř                       | primasem také v letech 1543–1544, 1548–1549, 1550–1551, 1557–1558                                                               |
| 1539–1540                                    | Brikcí Soukeník                         | |
| 1540–⁠1541                                    | Vít Kožešník                            | primasem také v letech 1531–⁠1532, 1544–⁠1546                                                                                     |
| 1541–1543                                    | Jan Damašek                             | primasem také v letech 1552–⁠1555                                                                                                |
| 1543–1544                                    | Jan Straka, malíř                       | primasem také v letech 1537–1539, 1548–1549, 1550–1551, 1557–1558                                                               |
| 1544–⁠1546                                    | Vít Kožešník                            | primasem také v letech 1540–⁠1541, 1544–⁠1546                                                                                     |
| 1547                                         | Jakub Kadrman z Kelče                   | primasem také v letech 1536–1537                                                                                                |
| 1548–1549                                    | Jan Straka, malíř                       | primasem také v letech 1537–1539, 1543–1544, 1550–1551, 1557–1558                                                               |
| 1550–1551                                    | Jan Straka, malíř                       | primasem také v letech 1537–1539, 1543–1544, 1548–1549, 1557–1558                                                               |
| 1552–1555                                    | Jan Damašek                             | primasem také v letech 1541–⁠1543                                                                                                |
| 1555–1557                                    | M. Štěpán Kotoul                        | primasem také v letech 1558–⁠1559                                                                                                |
| 1557–1558                                    | Jan Straka, malíř                       | primasem také v letech 1537–1539, 1543–1544, 1548–1549, 1550–1551                                                               |
| 1558–1559                                    | M. Štěpán Kotoul                        | primasem také v letech 1555–⁠1557                                                                                                |
| 1559–1563                                    | Filip Balbín z Vorličné                 | malíř, příslušník významné hradecké rodiny Balbínů z Vorličné                                                                   |
| 1563–⁠1565                                    | Václav Jiskra ze Sobince, starší        | primasem také v letech 1568–⁠1570                                                                                                |
| 1565–⁠1568                                    | Ondřej Levhartický z Levhartic          | |
| 1568–⁠1570                                    | Václav Jiskra ze Sobince, starší        | primasem také v letech 1563–⁠1565                                                                                                |
| 1570–⁠1571                                    | Jakub Sele                              | |
| 1572–⁠1574                                    | Martin Cejp z Peclinovce                | primasem také v letech 1577–⁠1590 a 1592–⁠1599                                                                                    |
| ?                                            | Jiří Škornice Balbín z Vorličné         | císařským rychtářem 1578 až 1586                                                                                                |
| 1577–⁠1590                                    | Martin Cejp z Peclinovce                | |
| 1590–⁠1592                                    | M. Jiří Vodička Horažďovský             | primasem také v letech 1599–⁠1601                                                                                                |
| 1592–⁠1599                                    | Martin Cejp z Peclinovce                | zemřel při výkonu funkce v rámci morové epidemie                                                                                |
| 1599–⁠1601                                    | M. Jiří Vodička Horažďovský             | zemřel při výkonu funkce, primasem také v letech 1590–⁠1592                                                                      |
| 1601–⁠1607                                    | Václav Jiskra ze Sobince, mladší        | |
| 1607–⁠1615                                    | Jan Duchoslav z Libína                  | primasem také v letech 1618, 1620–1622                                                                                          |
| 1615–⁠1616                                    | Jan Vulterin z Bílé hory                | |
| 1616–⁠1617                                    | Jan Vadas z Karlova                     | |
| 1618                                         | Jan Duchoslav z Libína                  | primasem také v letech 1607–1615, 1620–1622                                                                                     |
| 1620–1622                                    | Jan Duchoslav z Libína                  | primasem také v letech 1607–1615, 1618                                                                                          |
| 1622–1625                                    | Mikuláš Boček                           | |
| 1625–1631                                    | Jan Hubecius                            | †1632 |
| 1631–1633                                    | Jan Vorlický                            | †1633 |
| 1633–1638                                    | Jindřich Valas z Karlova                | primasem také v letech 1639–1640                                                                                                |
| 1638–1639                                    | Samuel Štětina                          | †1639, zemřel při výkonu funkce                                                                                                 |
| 1639–1640                                    | Jindřich Valas z Karlova                | primasem také v letech 1633–1638                                                                                                |
| 1640–1641                                    | Mikuláš Třinecký z Oujezdu              | |
| 1641–1642                                    | Václav Suk                              | |
| 1642–1651                                    | Jan Revír                               | †1652 |
| 1651–1652                                    | Jiří Kotečník z Domaslavi               | poté císařským rychtářem |
| 1652–1665                                    | Samuel Suk                              | zemřel při výkonu funkce |
| 1665–1685                                    | Tobiáš Šej                              | |
| 1686–1693                                    | Samuel Cejp z Peclinovce                | poté císařským rychtářem, více viz Cejpové z Peclinovce                                                                         |
| 1693–1702                                    | Jiří Vilém Ross                         | zemřel při výkonu funkce |
| 1702–1719                                    | František Ernest Pichler                | zemřel při výkonu funkce, na kopci sv. Jana Nechal postavit zámeček                                                             |
| 1719–1726                                    | Jan Ludvík Tröger z Königsbergu         | zemřel při výkonu funkce |
| 1726–1746                                    | Josef Benedikt Bláha                    | zemřel při výkonu funkce |
| 1746–1748                                    | Jan Vít Bláha                           | zemřel při výkonu funkce |
| 1748–1758                                    | Václav Nodín                            | zemřel při výkonu funkce |
| 1758–1767                                    | František Schneider                     | poté císařským rychtářem |
| 1768–1779                                    | František Švenda                        | |
| 1779–1788                                    | Jan Nepomucen Kříž                      | od roku 1788 užíval titul purkmistr                                                                                             |
| 1788                                         | František Kayfáš                        | |
| Purkmistři regulovaného magistrátu           |                                         | |
| 1788–1796                                    | Jan Kříž                                | čtyřleté funkční období, znovuzvolen v roce 1792, v roce 1796 abdikoval kvůli věku a dále pokračoval již jen jako městský radní |
| 1796–1800                                    | František Xaver Tröger z Königsberku    | zvolen 14. září 1796, v úřadu od 24. října 1796, zemřel ve výkonu funkce ve věku 53 let před vypršením mandátu 13. února 1800   |
| 1800–1805                                    | František Reith z Baumgarten            | rodák z Dobrušky, dosavadní purkmistr v Trutnově                                                                                |
| 1805–1813                                    | Valentin Jindřich Haun                  | |
| 1813–1824                                    | Augustin Reichenbach                    | |
| 1824–1848                                    | Alois Kemlink                           | nejdéle sloužící purkmistr regulovaného magistrátu                                                                              |
| 1848–1850                                    | Vojtěch Svoboda                         | jako prozatímní purkmistr; předtím c.k. zemský rada a purkmistr v Mělníku                                                       |
| Městští purkmistři (od roku 1919 starostové) |                                         | |
| 1851–1864                                    | Ignác Jan Lhotský                       | |
| 1864–1885                                    | Karel Collino                           | |
| 1885–1895                                    | Hynek Václav Lhotský                    | |
| 1895–1929                                    | JUDr. František Ulrich                  | Mladočeši |
| 1929–1942                                    | Josef V. B. Pilnáček                    | ČsND, NSj |
| 1942–1945                                    | Franz Heger                             | |
| 1945                                         | Josef Karlovský                         | |
| Předsedové národního výboru                  |                                         | |
| 1945                                         | JUDr. Josef Šklíba                      | |
| 1945–1949                                    | JUDr. Jan Němec                         | ČSSD, KSČ |
| 1949–1951                                    | Josef Pikhart                           | KSČ |
| 1951–1954                                    | Ferdinand Všetečka                      | KSČ |
| 1954–1960                                    | František Lhoták                        | KSČ |
| 1960–1970                                    | Jan Valter                              | KSČ |
| 1970–1971                                    | Ing. Josef Kokeš                        | KSČ |
| 1971–1981                                    | Ing. Jiří Šedivka                       | KSČ |
| 1981–1984                                    | Vladimír Zahálka                        | KSČ |
| 1984–1989                                    | JUDr. Jaromír Koutník                   | KSČ |
| 1989                                         | RSDr. Josef Zadrobílek                  | KSČ |
| 1990                                         | Ing. Josef Potoček                      | |
| Primátoři                                    |                                         | |
| 1990–1998                                    | Ing. Martin Dvořák                      | ODA |
| 1998                                         | Ing. Jan Doskočil                       | VPM |
| 1998–2004                                    | Ing. Oldřich Vlasák                     | ODS |
| 2004–2010                                    | Ing. Otakar Divíšek                     | ODS |
| 2010–2018                                    | MUDr. Zdeněk Fink                       | HDK |
| 2018–2022                                    | prof. PharmDr. Alexandr Hrabálek, CSc.  | ODS |
| Od 2022                                      | Mgr. et Mgr. Pavlína Springerová, Ph.D. | HDK |